# Daniel Kuzniecka
Daniel Kuzniecka Schij (pronunciado /kusñetska/ en fonética española; Ciudad de Panamá, 30 de noviembre de 1965) es un actor, productor y guionista Argentino.
Nacido en Panamá, de padre polaco y madre uruguaya, siendo niño se radica con su familia en Buenos Aires, donde se inicia su carrera artística.

## Trayectoria

### En televisión
| Año  | País      | Nombre                     | Personaje                                   |
| ---- | --------- | -------------------------- | ------------------------------------------- |
| 1991 | Argentina | Grande pá!                 | Martin                                      |
| 1992 | Argentina | Son de 10                  |                                             |
| 1992 | Argentina | Cuatro caras para Victoria |                                             |
| 1993 | Argentina | Vivo con un fantasma       |                                             |
| 1993 | Argentina | La flaca escopeta          |                                             |
| 1994 | Argentina | Solo para parejas          |                                             |
| 1994 | Argentina | Aprender a volar           | Sebastián                                   |
| 1995 | Argentina | La hermana mayor           |                                             |
| 1996 | Argentina | Verdad consecuencia        | Diego                                       |
| 1996 | Argentina | Como pan caliente          | Gustavo                                     |
| 1996 | Argentina | No todo es noticia         |                                             |
| 1997 | Argentina | Laberinto                  |                                             |
| 1998 | Argentina | Laura y Zoe                |                                             |
| 1998 | Argentina | Muñeca brava               | Alejandro                                   |
| 1999 | Argentina | Verano del '98             | Dante                                       |
| 1999 | Argentina | Campeones de la vida       | Ignacio Rivera                              |
| 1999 | Argentina | Buenos vecinos             | Fernando                                    |
| 1999 | Argentina | Trillizos, dijo la partera | Iván Ledesma                                |
| 2000 | Argentina | Tiempo final               | Ep: Doble vida                              |
| 2000 | Argentina | Luna salvaje               | Lucas                                       |
| 2001 | Argentina | Yago, pasión morena        | Tomás 'Tom' Salaverri                       |
| 2002 | Argentina | Tumberos                   | Pablo Bisnia                                |
| 2002 | Argentina | 1000 millones              | Adrian                                      |
| 2003 | Argentina | Resistiré                  | Santiago Romero                             |
| 2004 | Argentina | El deseo                   | Javier                                      |
| 2004 | Argentina | Quinto mandamiento         | Enzo                                        |
| 2005 | Argentina | Doble vida                 | Michel                                      |
| 2005 | Argentina | Sálvame María              | Daniel                                      |
| 2005 | Argentina | Mujeres asesinas           | Ep: Margarita Herlein, probadora de hombres |
| 2008 | Colombia  | Marido a Sueldo            | Arturo Guevara                              |
| 2009 | Argentina | Valientes                  | Patricio Sánchez Arondo                     |
| 2011 | Argentina | Herederos de una venganza  | Martin Sartre                               |
| 2012 | Brasil    | Avenida Brasil             | Hector                                      |
| 2021 | Argentina | El reino                   | Armando Badajoz                             |
| 2022 | Argentina | Iosi, el espía arrepentido | Aarón                                       |

### Cine
Kuzniecka ha participado en las siguientes películas:
| Año  | Película            | Director                           | Rol                |
| ---- | ------------------- | ---------------------------------- | ------------------ |
| 1989 | Mujeres             | Rosario Zubeldía                   |                    |
| 1994 | Amigomío            | Jeanine Meerapfel - Alcides Chiesa | Carlos             |
| 1995 | Caballos salvajes   | Marcelo Piñeyro                    | Rodolfo            |
| 1996 | La revelación       | Mario David                        | Americo            |
| 1996 | Sin querer          | Ciro Cappellari                    | Mario              |
| 1997 | Cenizas del paraíso | Marcelo Piñeyro                    | Nicolás Makantasis |
| 2001 | Tres pájaros        | Carlos Jaureguialzo                | Gustavo Freire     |
| 2006 | Ciudad en celo      | Hernán Gaffet                      | Sergio             |
| 2009 | Marea de arena      | Gustavo Montiel Pagés              | Juan               |
| 2014 | Insônia             | Beto Souza                         | "Martín"           |
| 2020 | Lejos de Casa       | María Laura Daríomerlo             | Carlos             |

### En teatro
- El espacio entre tú y yo (actor protagónico y director)[2]
- Quetza, el conquistador (adaptación del original de Federico Andahazi; unipersonal de Agustín García)[3][4]